# Třebechovice pod Orebem
Třebechovice pod Orebem − miasto w Czechach, w kraju kralovohradeckim. Według danych z 31 grudnia 2003 powierzchnia miasta wynosiła 2 101 ha, a liczba jego mieszkańców 5 611 osób. 
W mieście funkcjonuje Muzeum Szopek Betlejemskich, a we wsi Krňovice znajduje się skansen podorlicki.

## Demografia
| Rok             | 1970  | 1980  | 1991  | 2001  | 2003  |
| --------------- | ----- | ----- | ----- | ----- | ----- |
| Liczba ludności | 5 360 | 5 465 | 5 253 | 5 429 | 5 611 |

Źródło: Czeski Urząd Statystyczny